# Jakob Trollbäck
John Jakob Henrik Trollbäck, född 6 oktober 1959 i Hässelby i Stockholm, är en svensk grafisk designer, verksam i New York sedan 1990. 1999 grundade han Trollbäck + Company, en designstudio som gör grafik för TV, film och reklam för kunder som Nike, CBS och Volvo. The New Division är en kommunikation och strategi grupp med inriktning på hållbarhet som startades av Jakob Trollbäck 2017 i Stockholm, Sverige. The New Division är ett systerbolag till design och motion byrån Trollbäck+co i New York. 
Jakob Trollbäck skapade designen till Agenda 2030 och de Globala Målen. Det visuella arbetet har fortsatt och det nu utökade kommunikationssystemet innehåller också de 169 delmålen.  FN använde 5124 ord för att beskriva de Globala Målen. The New Division skapade genom ingående research, dialoger och logik ett färgsprakande kommunikationssystem som används globalt. Systemet har gjort målen enkla att uppfatta och mer uppnåeliga samt bidrar till mer förståelse och engagemang.
The New Division arbetar med företag, organisationer, regeringar och akademin för att bygga strategi och kommunikation för en hållbar framtid genom olika skräddarsydda tjänster.  The New Division har som målsättning att förenkla komplicerade ideer till tydliga och positiva budskap som förstås av alla för en ljusare framtid.